# Philodendron palaciosii
Philodendron palaciosii är en kallaväxtart som beskrevs av Thomas Bernard Croat och Michael Howard Grayum. Philodendron palaciosii ingår i släktet Philodendron och familjen kallaväxter. Inga underarter finns listade.